# Малый Умыс
Ма́лый Умы́с — деревня в Кочкуровском районе Мордовии, в составе Красномайского сельского поселения.

## География
Расположена примерно в 10 км к югу от села Кочкурово и в 32 км к юго-востоку от центра Саранска. Высота над уровнем моря — 263 м.
Автомобильные дороги с твёрдым покрытием отсутствуют. В 3 км к югу находится ж.-д. остановочный пункт Симбухово на линии Рязань — Инза.

## Население
| 2002 | 2010 |
| ---- | ---- |
| 12   | ↘1   |